# Ухтым (река)
Ухтым (устар. Ухтыма) — река в России, протекает в Чердынском районе Пермского края. Устье реки находится в 104 км по левому берегу реки Колва. Длина реки составляет 51 км, площадь водосборного бассейна 175 км².
Исток реки в 23 км к северо-востоку от посёлка Ныроб. Генеральное направление течения — запад, река сильно петляет. Верхнее и среднее течение проходят по ненаселённому лесному массиву, в нижнем течении протекает рядом с посёлком Ныроб. Притоки: Рассоха (правый), Гассёль (левый).

## Данные водного реестра
По данным государственного водного реестра России относится к Камскому бассейновому округу, водохозяйственный участок реки — Кама от водомерного поста у села Бондюг до города Березники, речной подбассейн реки — бассейны притоков Камы до впадения Белой. Речной бассейн реки — Кама.
По данным геоинформационной системы водохозяйственного районирования территории РФ, подготовленной Федеральным агентством водных ресурсов:
- Код водного объекта в государственном водном реестре — 10010100212111100006567
- Код по гидрологической изученности (ГИ) — 111100656
- Код бассейна — 10.01.01.002
- Номер тома по ГИ — 11
- Выпуск по ГИ — 1